# Claire Windsor
Claire Windsor (14 de abril de 1892 - 24 de octubre de 1972) fue una notable actriz cinematográfica de la época del cine mudo.

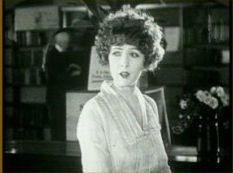
En The Blot (1921).

## Inicios
Su verdadero nombre era Clara Viola Cronk (su diminutivo era "Ola"), y nació en Cawker City, Kansas, en el seno de una familia de ascendencia escandinava. Tuvo una boda precoz con un hombre llamado William Bowes, del cual tuvo un hijo, finalizando pronto el matrimonio en divorcio. Claire se trasladó a Seattle, Washington, con sus padres, y allí ganó un concurso de belleza. 

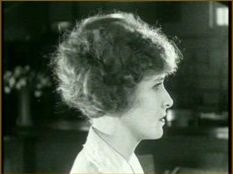
En The Blot.

Siguiendo el consejo de un amigo, Claire fue a California con la esperanza de trabajar como actriz en la naciente industria cinematográfica. Inicialmente solo recibía pequeños papeles, pero pronto fue descubierta por Lois Weber, una directora y productora de prestigio de los estudios Paramount Pictures. Weber inmediatamente firmó un contrato con Windsor, que trabajó junto a Louis Calhern en The Blot (1921), film de Weber.

## Sus mejores años
El debut cinematográfico de Claire Windsor fue en la película estrenada en 1920 To Please One Woman, la cual tuvo un éxito modesto. Para promover a la naciente estrella, Paramount Pictures a menudo emparejó a Windsor con el legendario actor Charlie Chaplin en fotografías publicitarias. La publicidad funcionó; en 1922 la recién formada Western Association of Motion Picture Advertisers (WAMPAS) empezó a dar sus galardones anuales WAMPAS Baby Stars y nombró a Claire Windsor, junto a Bessie Love, Lila Lee, Mary Philbin y Colleen Moore, como las estrellas más prometedoras. Ese mismo año Claire firmó un contrato con Goldwyn Pictures Corporation.
En 1923, la anteriormente llamada Ola Cronk empezó a usar oficialmente el apodo Claire Windsor, más adecuado para su actividad. A lo largo de los años veinte, Windsor se consolidó como una muy reconocida actriz cinematográfica. Fue elegida a menudo para interpretar la figura de una "exclusiva chica de sociedad", papeles de princesa, o de ricas mujeres de la alta sociedad. Los críticos alababan su elegante sentido en el vestir, y Windsor marcó tendencia en la moda de la época.
Windsor fue posteriormente una de las estrellas de la nueva Metro-Goldwyn-Mayer. Más adelante, con los estudios Tiffany, la película de 1925 Souls for Sables fue un éxito de taquilla para ella.

## Vida personal y cine sonoro
Windsor fue ligada románticamente con frecuencia a sus compañeros actores. Tuvo una aventura muy publicitada con el actor Charles "Buddy" Rogers, y en 1924 se casó con el ídolo de matiné Bert Lytell. La pareja se divorció en 1927. Aunque Windsor nunca volvió a casarse, tuvo unas pocas aventuras amorosas que causaron cierto escándalo en la prensa, incluyendo la demanda presentada contra ella por la joven esposa de un corredor de Boston que la acusaba de haberle robado a su marido.
A finales de los años veinte, Claire Windsor (al igual que otros actores de la época) tuvo dificultad para hacer la transición al cine sonoro. Hizo varias películas habladas en los años treinta pero ya no consiguió alcanzar el éxito obtenido años antes como actriz del cine mudo. Estuvo durante un breve período de gira con Al Jolson trabajando en la producción de The Wonder Bar. En sus últimos años, Windsor se dedicó a la pintura.
Claire Windsor falleció a causa de un infarto agudo de miocardio en 1972, a los 75 años de edad, en Los Ángeles, California. Fue enterrada en el cementerio Forest Lawn Memorial Park en Glendale, California.
Por su contribución a la industria cinematográfica, Claire Windsor recibió una estrella en el legendario Paseo de la Fama de Hollywood, en el 7021 de Hollywood Boulevard, en Hollywood, California.

## Filmografía
- To Please One Woman (1920)
- What Do Men Want? (1921)
- What's Worth While? (1921)
- The Blot (1921)
- Too Wise Wives (1921)
- Dr. Jim (1921)
- The Raiders (1921)
- Grand Larceny (1922)
- One Clear Call (1922)
- Fools First (1922)
- Rich Men's Wives (1922)
- Brothers Under The Skin (1922)
- The Strangers' Banquet (1922)
- Broken Chains (1922)
- The Eternal Three (1923)
- The Little Church Around The Corner (1923)
- Rupert of Hentzau (1923)
- The Acquittal (Veredicto de culpabilidad) (1923)
- Nellie, The Beautiful Cloak Model (1924)
- A Son of the Sahara (1924)
- For Sale (1924)
- Souls For Sale (1924)
- The Dixie Handicap (1924)
- Born Rich (1924)
- The Denial (1925)
- Just A Woman (1925)
- The White Desert (1925)
- Souls For Sables (1925)
- Dance Madness (1926}
- Money Talks (1926)
- Tin Hats (1926)
- A Little Journey (1927)
- The Claw (1927)
- The Bugle Call (1927)
- Foreign Devils (1927)
- The Frontiersman (1927)
- Nameless Men (1928)
- Fashion Madness (1928)
- Satan and The Woman (1928)
- Blondes By Choice (1928)
- Grain of Dust (1928)
- Opening Night (1928)
- Domestic Meddlers (1928)
- Captain Lash (1929)
- Midstream (1929)
- Sister To Judas (1933)
- The Constant Woman (1933)
- Self Defense (1933)
- Cross Streets (1934)
- Kiss of Araby (1938)
- Barefoot Boy (1938)
- How Doooo You Do? (1946)